# Port of Liverpool Building
Das Port of Liverpool Building oder Harbour Port Building (früherer Name: Mersey Docks and Harbour Board Offices) ist ein Gebäude in Liverpool. Es gehört neben dem Royal Liver Building und Cunard Building zum Gebäudeensemble der sogenannten Three Graces („Drei Grazien“) und ist eines der Wahrzeichen der Stadt. Im Hafengebiet Pier Head gelegen, ist es ein Teil des Stadtgebiets, das von 2004 bis 2021 den Status eines Weltkulturerbes besaß.
Das Gebäude wurde von Sir Arnold Thornley und F.B. Hobbs entworfen und in dreijähriger Bauzeit 1907 fertiggestellt. Das neobarocke Port of Liverpool Building ist eine Stahlbeton-Konstruktion und besitzt eine Verschalung aus Portland-Stein. Unter der großen Kuppel liegt ein achteckiger Lichthof. Von 1907 bis 1994 war es der Sitz der Liverpooler Hafenbehörde.

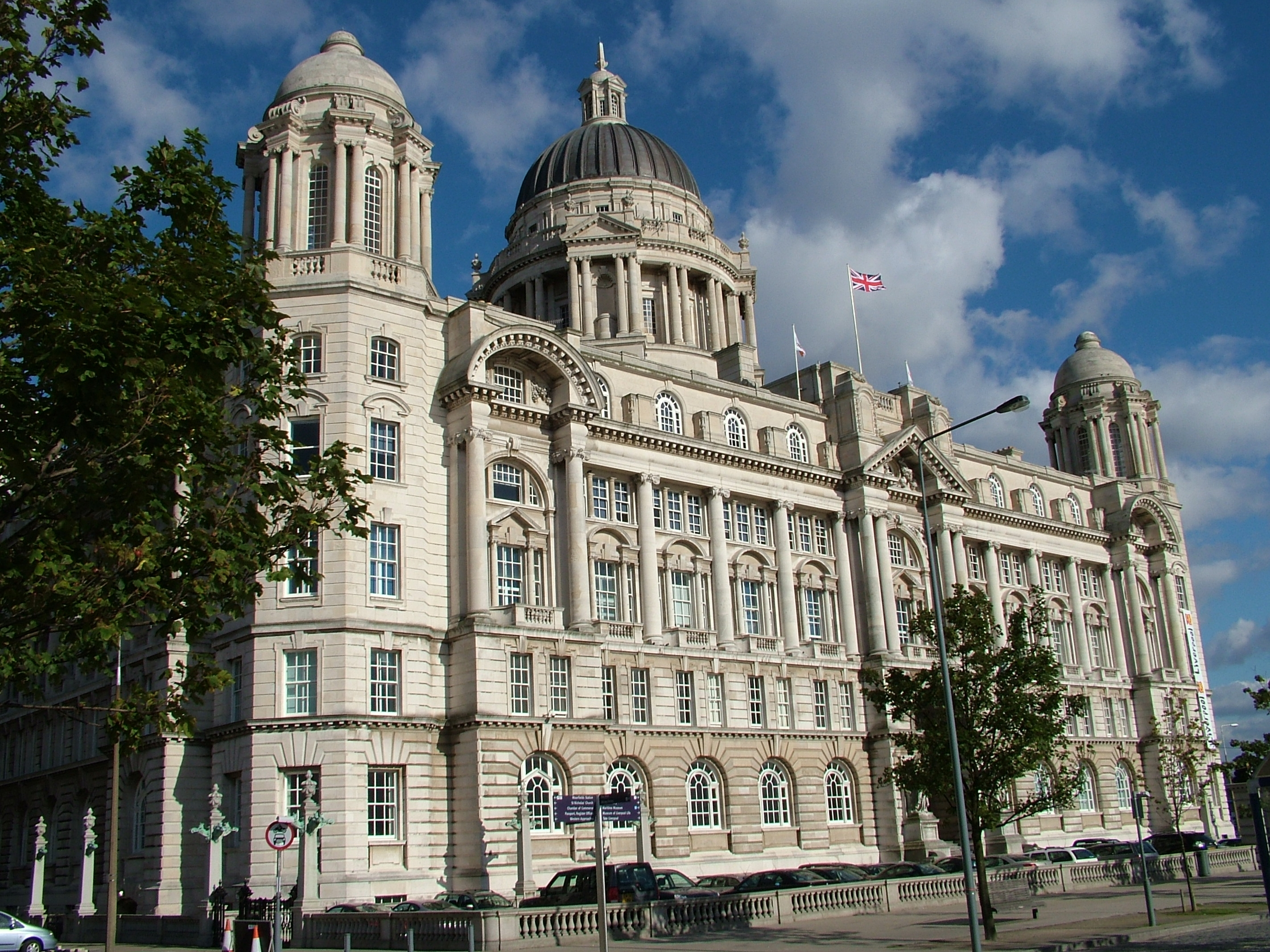
Port of Liverpool Building
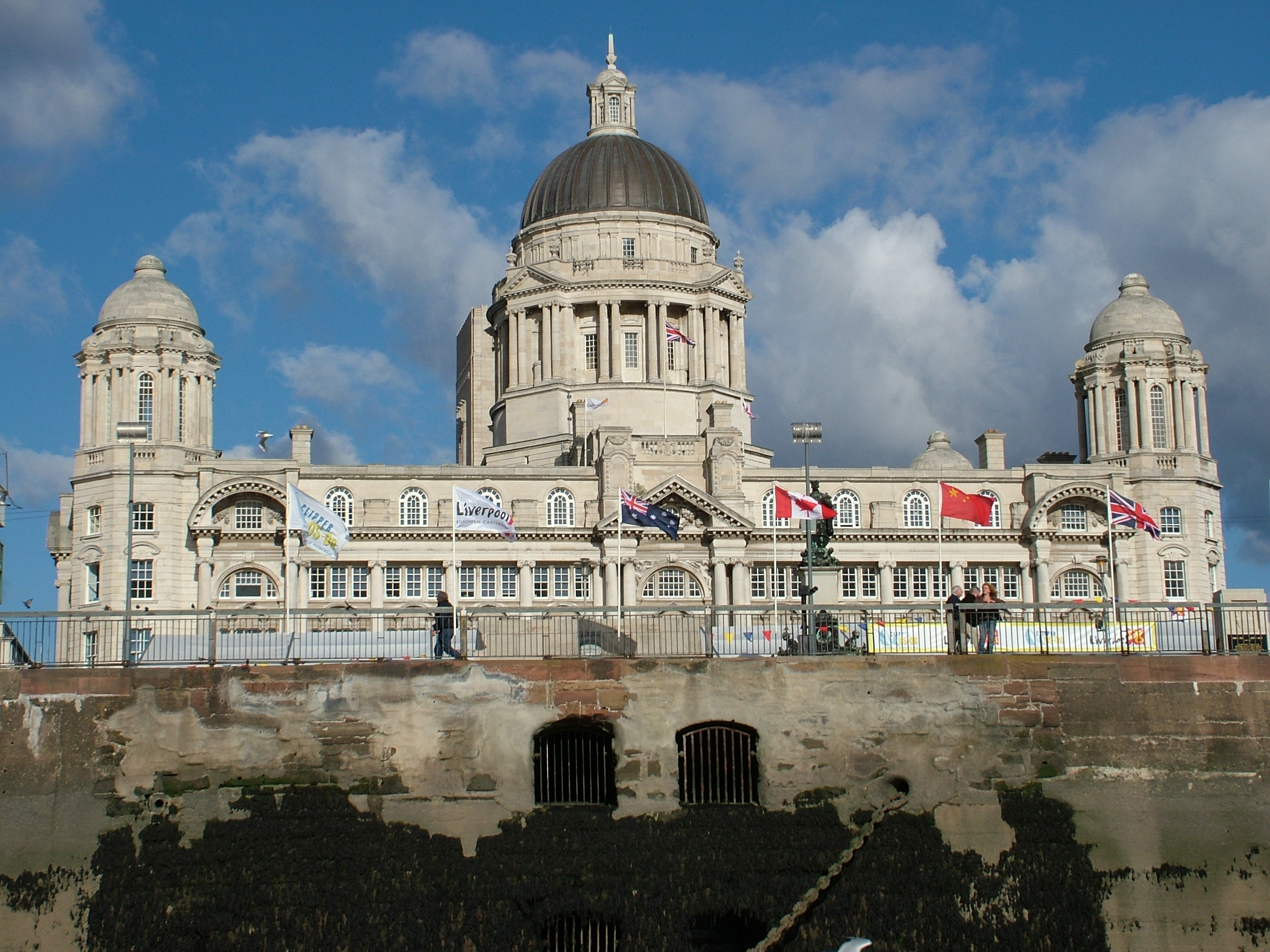
Port of Liverpool Building – Vorderseite
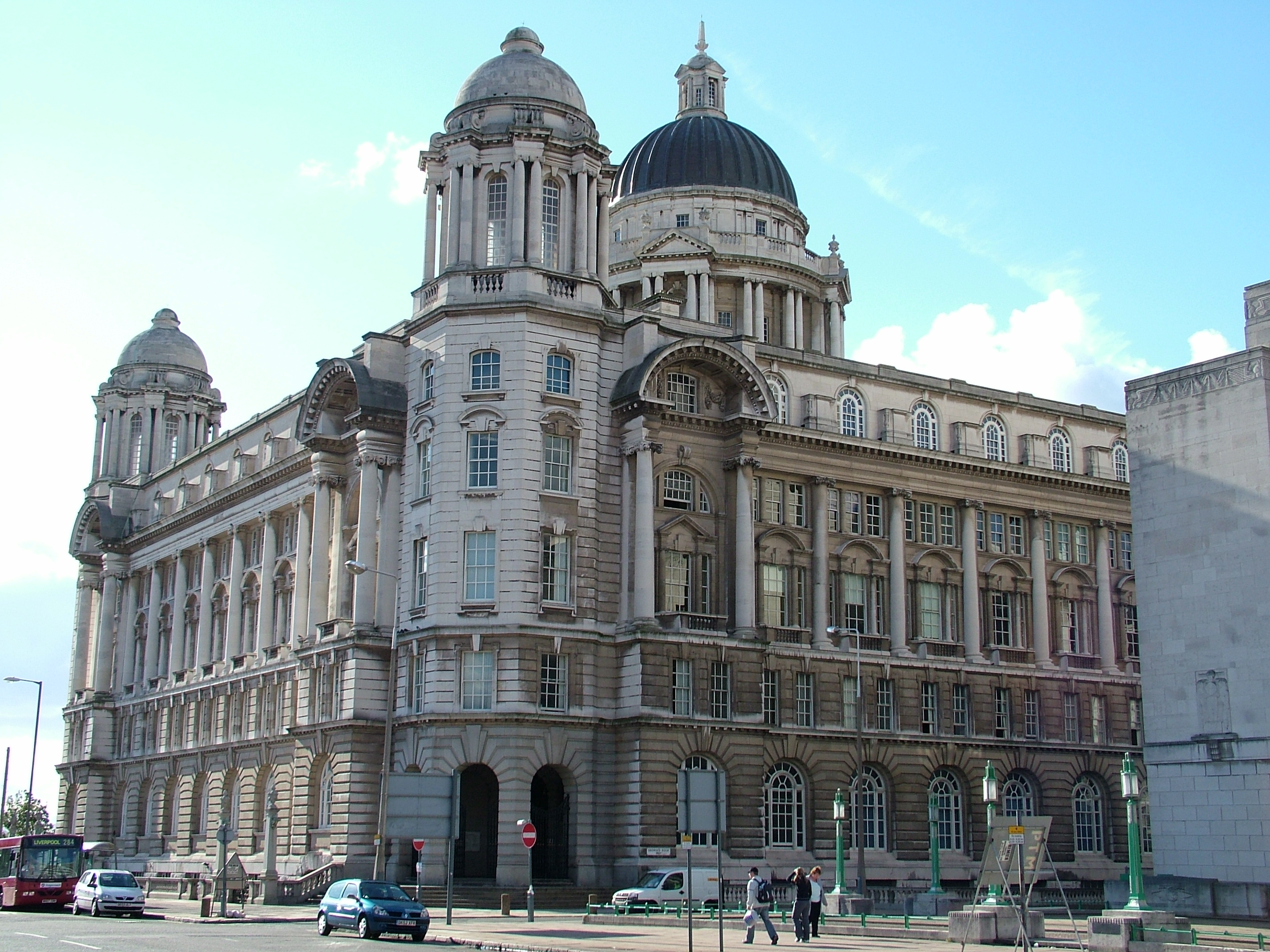
Port of Liverpool Building – Rückseite
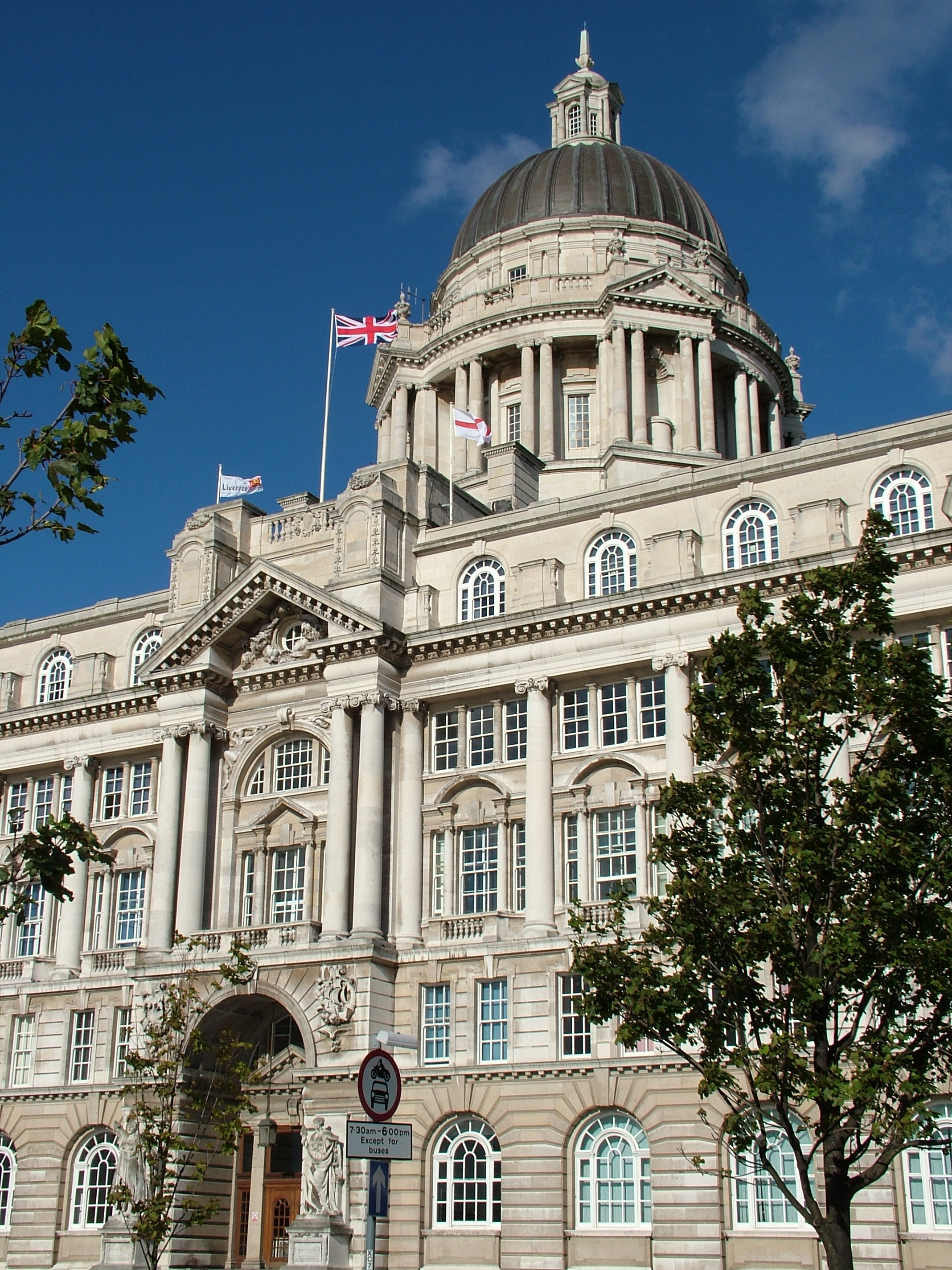
Port of Liverpool Building